# Casa Prat de la Riba
La Casa-Museo Prat de la Riba (en catalán y oficialmente Casa Museu Prat de la Riba) es un museo de la villa de Castelltersol, en la comarca catalana del Moyanés (España.
Se trata de la casa donde nació y murió el político español Enric Prat de la Riba, uno de los principales teóricos del nacionalismo catalán, fundador de la Lliga Regionalista y primer presidente de la Mancomunidad de Cataluña.

## Historia
Patrocinado inicialmente por Joan Sagalés y Anglí, antiguo presidente de la Comisión Abat Oliba, este cedió su gestión a la Generalidad de Cataluña en 1984.
Desde el 24 de febrero de 2004, el museo forma parte de la red de museos gestionados por el Museo de Historia de Cataluña, según el decreto 201/2004.

## El edificio
Está situado en el número 7 de la plaza de Prat de la Riba, en la antigua Casa Pedrós del centro de Castelltersol, una casa con trazas del siglo XVII, donde destacan los esgrafiados de la fachada y el portal, con un arco de medio punto .
Tal y como consta en la fachada, en el año 1800 el doctor Padrós encargó unas obras de ampliación de la finca, originariamente formada por dos cuerpos independientes.
En 1998 se realizaron obras de remodelación.
La parte interior de la antigua vivienda mantiene el mobiliario original. Destaca la cocina, donde se hacía la vida familiar, y el comedor, reservado para ocasiones especiales. También se puede observar la religiosidad de la familia en varias imágenes repartidas a lo largo de toda la casa, sobre todo en las habitaciones.
En cuanto a la habitación donde se encuentra el despacho, el mobiliario corresponde al despacho de Prat de la Riba de Barcelona.

## La visita
El museo permite hacer un repaso al pensamiento y a la biografía del político catalán y observar cómo era una casa rural acomodada de principios del siglo XX, con arquitectura y mobiliario original.

## Servicios
El museo también se utiliza como sala de exposiciones temporales y como sala de conferencias.
El museo también está habilitado para las visitas escolares, y tiene disponibles diversas actividades educativas relacionadas con la figura de Prat de la Riba y de la Mancomunidad de Cataluña.

## Premio Prat de la Riba
El patronato de la casa museo instituyó el Premio Prat de la Riba en 1987, que galardona al mejor artículo de periodismo del año en curso que trate sobre la figura de Prat de la Riba. Entre los ganadores hay figuras de renombre, como Albert Balcells, Joaquim Ventalló i Vergés, Joan Maria Pujals y Josep-Lluís Carod-Rovira, entre otros.

## Publicaciones
El museo publica la revista Annals, con la transcripción de charlas y conferencias realizadas en el museo o sobre la figura de Prat de la Riba.